# ジェイムズ・サミュエル・オックスフォード
ジェイムズ・サミュエル・オックスフォード（James Samuel Oxford、1880年（明治13年） - 1943年（昭和18年））はアメリカ合衆国ルイジアナ州、またはテキサス州生まれのプロテスタント（メソジスト）宣教師。テネシー州ヴァンダービルト大学卒。パルモア学院の院長を務め、「学院の事実上の建設者」と呼ばれた。

## 経歴
明治43年（1910年）に来日し、パルモア学院に赴任。大正元年（1912年）に院長となり、昭和16年（1941年）3月に時局の為帰国するまでその地位にあった。帰国後パナマに赴任するが病気となり、「戦争が恐ろしいのは、われわれが今も日本の友人を愛していることを知らせられないことだ」と残して病没した。